# Lemat Euklidesa
Lemat Euklidesa – twierdzenie teorii liczb dotyczące relacji podzielności:
Jeśli liczba naturalna dzieli iloczyn dwóch innych i jest względnie pierwsza z jedną z nich, to dzieli tę drugą.
{\displaystyle \forall n,a,b\in \mathbb {N} :n|ab\land n\perp a\Rightarrow \ n|b.}
Lematem Euklidesa nazywa się też konsekwencję (szczególny przypadek) tego faktu:
Jeśli liczba pierwsza dzieli iloczyn dwóch liczb naturalnych, to dzieli co najmniej jedną z nich.
{\displaystyle \forall p\in \mathbb {P} ,a,b\in \mathbb {N} :p|ab\Rightarrow p|a\lor p|b.}
Nazwa upamiętnia Euklidesa, ponieważ drugie z tych twierdzeń pojawia się w jego Elementach, w księdze VII pod numerem 30. Powyższa własność charakteryzuje liczby pierwsze i stanowi motywację definicji ideału pierwszego.

## Zastosowanie
Twierdzenie 30 i jego uogólnienie są wykorzystywane głównie w teorii liczb, zwłaszcza w dowodach podstawowego twierdzenia arytmetyki.